# Terriera nematoidea
Terriera nematoidea är en svampart som först beskrevs av P.R. Johnst., och fick sitt nu gällande namn av P.R. Johnst. 2001. Terriera nematoidea ingår i släktet Terriera och familjen Rhytismataceae.   Inga underarter finns listade i Catalogue of Life.